# Liste der Kulturdenkmale in Deißlingen
In der Liste der Kulturdenkmale in Deißlingen sind alle Bau- und Kunstdenkmale der Gemeinde Deißlingen und ihrer Teilorte verzeichnet, die im „Verzeichnis der unbeweglichen Bau- und Kunstdenkmale und der zu prüfenden Objekte“ des Landesamts für Denkmalpflege Baden-Württemberg verzeichnet sind.
Diese Liste ist nicht rechtsverbindlich. Eine rechtsverbindliche Auskunft ist lediglich auf Anfrage bei der Unteren Denkmalschutzbehörde des Landkreises Rottweil erhältlich.

## Allgemein
- Bild: Zeigt ein ausgewähltes Bild aus Commons, „Weitere Bilder“ verweist auf die Bilder im Medienarchiv Wikimedia Commons.
- Bezeichnung: Nennt den Namen, die Bezeichnung oder die Art des Kulturdenkmals.
- Lage: Straßenname und Hausnummer oder Flurstücknummer des Kulturdenkmals, gegebenenfalls auch den Ortsteil. Die Grundsortierung der Liste erfolgt nach dieser Adresse. Der Link (Karte) führt zu verschiedenen Kartendiensten mit der Position des Kulturdenkmals. Fehlt dieser Link, wurden die Koordinaten noch nicht eingetragen. Sind diese bekannt, können sie über ein Tool mit einer Kartenansicht einfach nachgetragen werden. In dieser Kartenansicht sind Kulturdenkmale ohne Koordinaten mit einem roten bzw. orangen Marker dargestellt und können durch Verschieben auf die richtige Position in der Karte mit Koordinaten versehen werden. Kulturdenkmale ohne Bild sind an einem blauen bzw. roten Marker erkennbar.
- Datierung: Baubeginn, Fertigstellung, Datum der Erstnennung oder grobe zeitliche Einordnung entsprechend des Eintrags in der zuständigen Denkmaldatenbank (Landesamt für Denkmalpflege Baden-Württemberg).
- Beschreibung: Kurzcharakteristik des Kulturdenkmals.

## Deißlingen
| Bild           | Bezeichnung                                           | Lage                                           | Datierung                  | Beschreibung | ID |
| -------------- | ----------------------------------------------------- | ---------------------------------------------- | -------------------------- | --- | -- |
|                | Güterschuppen des Bahnhofs Trossingen Staatsbahnhof   | Deißlingen, Am Staatsbahnhof 14 (Karte)        | Um 1868/69                 | |    |
| Weitere Bilder | Empfangsgebäude des Bahnhofs Trossingen Staatsbahnhof | Deißlingen, Am Staatsbahnhof 16 (Karte)        | 1867                       | |    |
|                | Nebengebäude des Bahnhofs Trossingen Staatsbahnhof    | Deißlingen, bei Am Staatsbahnhof 16 (Karte)    | Um 1868                    | |    |
|                | Ökonomiegebäude                                       | Deißlingen, Bahnhofstraße 29 (Karte)           | 17. Jh.                    | | BW |
|                | Quergeteiltes Einhaus                                 | Deißlingen, Bahnhofstraße 49 (Karte)           | Wohl 1882                  | | BW |
|                | Empfangsgebäude des Bahnhofs Deißlingen               | Deißlingen, Bahnhofstraße 96 (Karte)           | 1867                       | | BW |
|                | Nebengebäude des Bahnhofs Deißlingen                  | Deißlingen, bei Bahnhofstraße 96 (Karte)       | Um 1868/69                 | | BW |
|                | Wegkreuz                                              | Deißlingen, Boller (Karte)                     | 1879                       | | BW |
|                | Quergeteiltes Einhaus                                 | Deißlingen, Friedrichstraße 6 (Karte)          | 18. Jh.                    | | BW |
|                | Mittlere Mühle                                        | Deißlingen, Friedrichstraße 19 (Karte)         | 18-19. Jh.                 | | BW |
|                | Wegkreuz                                              | Deißlingen, Großer Stein                       | 1880                       | |    |
|                | Quergeteiltes Einhaus                                 | Deißlingen, Gupfenstraße 2 (Karte)             | Um 1800                    | | BW |
|                | Quergeteiltes Einhaus                                 | Deißlingen, Gupfenstraße 8 (Karte)             | 18. Jh.                    | | BW |
|                | Gasthaus zum Bären                                    | Deißlingen, Gupfenstraße 18 (Karte)            | 19. Jh.                    | | BW |
|                | Wegkreuz                                              | Deißlingen, Hackmesser (Karte)                 | 1905                       | |    |
|                | Quergeteiltes Einhaus                                 | Deißlingen, Hinterhölzer Höfe 10 (Karte)       | 17. Jh.                    | | BW |
|                | Wegkreuz                                              | Deißlingen, Im Morgen/Bittelbrunnen            | 1898                       | |    |
|                | Wegkreuz                                              | Deißlingen, Im Morgen/Vor Wache                | Um 1900                    | |    |
|                | Allgaier-Haus                                         | Deißlingen, In Allgeiers Garten 11 (Karte)     | 18. Jh.                    | | BW |
|                | Marienkapelle                                         | Deißlingen, Kälberweide 1 (Karte)              | 1895                       | |    |
|                | Schloss                                               | Deißlingen, Kehlhof 1 (Karte)                  | Im Kern 15. Jh.            | langgestreckter, zweigeschossiger Satteldachbau mit erhöhten Sockelgeschoss, Dachreiter mit Welscher Haube. Rückwärtig vorgeblendete Mauervorlagen mit Korb- und Stichbögen. Seit 1792 Rathaus. |    |
|                | Quergeteiltes Einhaus                                 | Deißlingen, Kirchbergstraße 19 (Karte)         | 18. Jh.                    | | BW |
|                | Franziskanerinnenkloster: Pfarrhäusle                 | Deißlingen, Kirchbergstraße 53 (Karte)         | Ende 17. Jh.               | | BW |
|                | Franziskanerinnenkloster: Klösterle                   | Deißlingen, Kirchbergstraße 55 (Karte)         |                            | | BW |
|                | Wegkreuz                                              | Deißlingen, bei Maienbühl 2 (Karte)            | 19. Jh.                    | | BW |
|                | Quergeteiltes Einhaus                                 | Deißlingen, Niedereschacher Straße 2 (Karte)   | 18. Jh.                    | | BW |
|                | Quergeteiltes Einhaus                                 | Deißlingen, Niedereschacher Straße 3 (Karte)   | 18./19. Jh.                | | BW |
|                | Quergeteiltes Einhaus                                 | Deißlingen, Niedereschacher Straße 7 (Karte)   | Um 1800                    | | BW |
|                | Kellerhäusle                                          | Deißlingen, Niedereschacher Straße 55 (Karte)  | 1838                       | | BW |
|                | Wegkreuz                                              | Deißlingen, bei Niedereschacher Straße 55      | Wohl 1. Hälfte des 19. Jh. | |    |
|                | Neckarbrücke                                          | Deißlingen, Oberhofenstraße (Karte)            | 1876                       | |    |
|                | Quergeteiltes Einhaus                                 | Deißlingen, Oberhofenstraße 28 (Karte)         | Um 1800                    | | BW |
|                | Hagestall                                             | Deißlingen, Pfarrgasse 7 (Karte)               | 1896                       | |    |
|                | Pfarrhaus mit Grünfläche und Wegkreuz                 | Deißlingen, Pfarrgasse 11 (Karte)              | 1899                       | | BW |
| Weitere Bilder | Kath. Pfarrkirche St. Laurentius                      | Deißlingen, Pfarrgasse 15 (Karte)              |                            | |    |
|                | Mannschafts-Unterstand und Flakhaus                   | Deißlingen, Riegeläcker (Karte)                | Um 1939                    | | BW |
|                | Wegkreuz                                              | Deißlingen, Riegeläcker, Reute (Karte)         | 1870                       | | BW |
|                | Wegkreuz                                              | Deißlingen, bei Rottweiler Straße 29 (Karte)   | 1896                       | | BW |
|                | Quergeteiltes Einhaus                                 | Deißlingen, Schillerstraße 4 (Karte)           | 18. Jh.                    | | BW |
|                | Laufbrunnen                                           | Deißlingen, bei Schützenstraße 27 (Karte)      | 2. Hälfte des 19. Jh.      | | BW |
|                | Wegkreuz                                              | Deißlingen, bei Schützenstraße 38 (Karte)      | 2. Hälfte des 19. Jh.      | | BW |
|                | Quergeteiltes Einhaus                                 | Deißlingen, Schulstraße 2 (Karte)              | 18. Jh.                    | | BW |
|                | Schulhaus                                             | Deißlingen, Schulstraße 12 (Karte)             | 1908/09                    | | BW |
|                | Quergeteiltes Einhaus                                 | Deißlingen, Schwenninger Straße 2 (Karte)      | 1790                       | | BW |
|                | Wegkreuz                                              | Deißlingen, bei Schwenninger Straße 24 (Karte) | 1878                       | | BW |
|                | Gasthof Löwen                                         | Deißlingen, Stauffenbergstraße 10 (Karte)      | 18. Jh.                    | | BW |
|                | Quergeteiltes Einhaus                                 | Deißlingen, Stauffenbergstraße 19 (Karte)      | Um 1800                    | | BW |
|                | Fornsches Haus                                        | Deißlingen, Stauffenbergstraße 36 (Karte)      | 18. Jh.                    | | BW |
|                | Laufbrunnen                                           | Deißlingen, bei Uhlandstraße 16                | 18. Jh.                    | |    |

## Lauffen ob Rottweil
| Bild | Bezeichnung                          | Lage                                                   | Datierung      | Beschreibung | ID |
| ---- | ------------------------------------ | ------------------------------------------------------ | -------------- | --- | -- |
|      | Wegkreuz                             | Lauffen ob Rottweil, Aixheimer Weg                     | 1920           | |    |
|      | Schachthaus der Saline Wilhelmshall  | Lauffen ob Rottweil, Am Schacht 1 (Karte)              | 1841/42        | | BW |
|      | Laufbrunnen                          | Lauffen ob Rottweil, bei Brückstraße 19 (Karte)        | 1876           | | BW |
|      | Tagelöhnerhaus                       | Lauffen ob Rottweil, Brückstraße 20 (Karte)            | Frühes 19. Jh. | | BW |
|      | Dreifaltigkeitskapelle               | Lauffen ob Rottweil, Brückstraße 59 (Karte)            | 1873           | | BW |
|      | Wegkreuz                             | Lauffen ob Rottweil, Brückstraße, Neckarstraße (Karte) | 1919           | | BW |
|      | Friedenstraße, Kälberbrünnle         | Lauffen ob Rottweil, bei Brückstraße 19                | 19. Jh.        | |    |
|      | Laufbrunnen                          | Lauffen ob Rottweil, bei Hauptstraße 42 (Karte)        | 18./19. Jh.    | | BW |
|      | Kath. Pfarrkirche St. Georg          | Lauffen ob Rottweil, Hauptstraße 60 (Karte)            | 1904/05        | Neubau durch Architekt Joseph Cades aus Stuttgart anstelle eines spätmittelalterlichen Vorgängerbaus. Innenraum neugotisch ausgestattet. | BW |
|      | Mesnerhaus                           | Lauffen ob Rottweil, Hauptstraße 63 (Karte)            | Um 1800        | | BW |
|      | Quergeteiltes Einhaus                | Lauffen ob Rottweil, Hauptstraße 70 (Karte)            | Anfang 19. Jh. | | BW |
|      | Neckarbrücke                         | Lauffen ob Rottweil, Hirschstraße (Karte)              | Um 1832        | | BW |
|      | Quergeteiltes Einhaus                | Lauffen ob Rottweil, Hofgasse 1 (Karte)                | 1652           | Zweigeschossiges Bauernhaus mit Satteldach, Erd- und Obergeschoss verputzt, Giebel und Laubengang auf der Westseite verbrettert. | BW |
|      | Kussenkreuz                          | Lauffen ob Rottweil, bei Hofgasse 1 (Karte)            | Anfang 19. Jh. | | BW |
|      | Quergeteiltes Einhaus                | Lauffen ob Rottweil, Hofgasse 4 (Karte)                |                | | BW |
|      | Zehntscheuer                         | Lauffen ob Rottweil, Im Winkel 3 (Karte)               | 16. Jh.        | Ehemalige Zehntscheune des Klosters Rottenmünster. Langgezogener, zweigeschossiger, über die Traufseite erschlossener Satteldachbau. Wappenstein mit Inschrift 1736 bezieht sich auf den Wiederaufbau nach einem Brand. Die massiven Außenwände stammen noch vom ersten Bau aus dem 16. Jahrhundert. Innen ist das Gebäude in sieben Zonen gegliedert. | BW |
|      | Mühle mit Stauwehr und Mühlsteinen   | Lauffen ob Rottweil, Mühlstraße 14 (Karte)             | 1830/31        | | BW |
|      | Neckarbrücke                         | Lauffen ob Rottweil, Neckarstraße (Karte)              | Um 1832        | | BW |
|      | Quergeteiltes Einhaus                | Lauffen ob Rottweil, Neckarstraße 20 (Karte)           | Kurz nach 1829 | | BW |
|      | Quergeteiltes Einhaus                | Lauffen ob Rottweil, Neckarstraße 22 (Karte)           | Kurz nach 1829 | | BW |
|      | Bahnwärterhaus                       | Lauffen ob Rottweil, Neckarstraße 66 (Karte)           | Um 1869        | | BW |
|      | Ehem. Wallfahrtskapelle St. Ottilien | Lauffen ob Rottweil, Ottilienweg 5 (Karte)             | 1737/38        | | BW |
|      | Bruderhäusle                         | Lauffen ob Rottweil, Ottilienweg 8 (Karte)             | 1751           | | BW |
|      | Wegkreuz                             | Lauffen ob Rottweil, bei Panoramastraße 10             | 19. Jh         | |    |
|      | Wegkreuz                             | Lauffen ob Rottweil, Schelmenwasen                     | Ende 19. Jh.   | |    |